# تهاجم ۲۰۱۷ ابوکمال
تهاجم ۲۰۱۷ ابوکمال با نام عملیات فجر ۳ یک حمله نظامی بود که ارتش عربی سوریه و متحدانش در استان دیرالزور سوریه علیه اعضای داعش به اجرا گذاشته بودند. هدف از این تهاجم تصرف آخرین پایگاه داعش در سوریه، شهر مرزی ابوکمال بود. این تهاجم بخشی از کارزار شرق سوریه بود.
در نوامبر ۲۰۱۷ رهبر نیروی قدس سپاه پاسداران انقلاب اسلامی وقت، قاسم سلیمانی، ادعا کرد:
«مقاومت دولت‌های عراق و سوریه و پایداری ارتش‌ها و جوانان این دو کشور ... نقش مهمی در برگرداندن این رویداد خطرناک ایفا کرد ... [می‌توانم اعلام کنم] پایان حکومت این موجودیت نفرین شده شریر، پس از عملیات آزادسازی ابو کمال، به عنوان آخرین دژ داعش، پایین آوردن پرچم این گروه تروریستی ساخته شده توسط آمریکا و صهیونیست و برافراشتن پرچم سوریه»